# Coton Sport Football Club de Garoua
Il Coton Sport Football Club de Garoua è una società calcistica camerunese con sede a Garoua. Milita nella massima serie del campionato camerunese di calcio. Fondata nel 1986, gioca nello Stade Omnisports Roumde-Adja.
Oltre a titoli conquistati in patria, vanta la disputa di una finale di CAF Champions League, nel 2008, quando fu battuta dall'Al-Ahly (sconfitta per 2-0 all'andata e pareggio per 2-2 al ritorno).

## Storia
Il club fu fondato nel 1986 come squadra del dopolavoro di un cotonificio di Garoua. L'arrivo di sponsor e la buona gestione consentì al Cotonsport di compiere rapidi progressi attraverso le leghe regionali, fino a raggiungere la massima serie nel 1993. Nel 1997, sotto la guida dell'ex allenatore della nazionale camerunese Jules N'yongo, la squadra vinse per la prima volta il campionato e riconfermò il titolo anche l'anno successivo, per poi vincere il terzo titolo nel 2001 approfittando del crollo delle grandi squadre di Yaoundé e Douala. Un bilancio sano e una buona gestione portarono il Cotonsport a vincere dal 2003 sei titoli consecutivi. Il club riuscì a compensare la partenza all'estero dei suoi giocatori chiave acquistando i migliori giocatori dei paesi limitrofi come il Congo, la Liberia e soprattutto il Niger, guadagnandoci anche un buon numero di tifosi stranieri. Il 2008 rappresenta una delle migliori annate della storia del club con il double campionato/coppa e il raggiungimento della finale di CAF Champions League 2008, persa nella doppia finale contro l'Al-Ahly (2-0 al Cairo e 2-2 in casa). Dopo questo risultato il club raggiunse nel 2011 i quarti di finale e nel 2013 la semifinale del massimo torneo continentale.

## Palmarès

### Competizioni nazionali
- Campionato camerunese: 18

1997, 1998, 2001, 2003, 2004, 2005, 2006, 2007, 2008, 2009-2010, 2010-2011, 2013, 2014, 2015, 2018, 2020-2021, 2021-2022, 2022-2023
- Coppa del Camerun: 7

2003, 2004, 2007, 2008, 2011, 2014, 2022

### Altri piazzamenti
- Campionato camerunese:

Secondo posto: 1994, 1999, 2000, 2019, 2019-2020, 2023-2024
Terzo posto: 2008-2009
- Coppa del Camerun:

Finalista: 1999
- CAF Champions League:

Finalista: 2008
Semifinalista: 2013
- Coppa della Confederazione CAF:

Semifinalista: 2014, 2020-2021
- Coppa CAF:

Finalista: 2003
Semifinalista: 2001

## Competizioni CAF
- CAF Champions League: 9 partecipazioni

1998 - Secondo turno
1999 - Primo turno
2002 - Primo turno
2004 - Terzo turno
2005 - Primo turno
2006 - Primo turno
2007 - Secondo turno
2008 - Finalista
2009 - Secondo turno
- CAF Cup: 4 partecipazioni

1995 - Secondo turno
1997 – Quarti di finale
2000 - Quarti di finale
2001 - Semifinale
2003 - Finale
- CAF Confederation Cup: 4 partecipazioni

2004 – Fase a gironi
2007 – Secondo turno
2009 - Secondo turno
2010 - Primo turno

## Organico

### Rosa 2011-2012
| N. |                    | Ruolo | Calciatore                       |
| -- | ------------------ | ----- | -------------------------------- |
| 1  | Niger (bandiera)   | P     | Kassaly Daouda                   |
| 2  | Niger (bandiera)   | D     | Lassina Abdoul Karim             |
| 3  | Camerun (bandiera) | D     | Sébastien Ndzana Kana            |
| 4  | Camerun (bandiera) | D     | Makadji Boukar                   |
| 5  | Camerun (bandiera) | D     | Haman Daouda                     |
| 6  | Camerun (bandiera) | C     | Ahmadou Eboa Ngomna (C)          |
| 7  | Camerun (bandiera) | C     | Eric Christian Ndjie             |
| 8  | Camerun (bandiera) | A     | Moussa Nassourou                 |
| 10 | Camerun (bandiera) | C     | Sanda Oumarou                    |
| 11 | Camerun (bandiera) | C     | Ousmaïla Baba                    |
| 13 | Camerun (bandiera) | C     | Valery N°ufor                    |
| 14 | Niger (bandiera)   | C     | Fankele Traore                   |
| 15 | Camerun (bandiera) | C     | Henri Pierre Armand Nn°uck Minka |
| 16 | Camerun (bandiera) | P     | Francois Beyokol                 |

| N. |                    | Ruolo | Calciatore                 |
| -- | ------------------ | ----- | -------------------------- |
| 17 | Camerun (bandiera) | C     | Stéphane Kingue Mpondo     |
| 19 | Camerun (bandiera) | A     | Jacques Zoua Daogari       |
| 20 | Niger (bandiera)   | D     | N°el Djondang              |
| 21 | Camerun (bandiera) | C     | Orock Tabot Collins        |
| 22 | Camerun (bandiera) | P     | Golopo Nemba               |
| 23 | Nigeria (bandiera) | C     | Joseph Atang Thompson      |
| 24 | Camerun (bandiera) | D     | Jean Francis Ferry Mendoua |
| 25 | Camerun (bandiera) | C     | André Ndame Ndame          |
| 26 | Camerun (bandiera) | C     | Clément Antoine Bayema     |
| 27 | Camerun (bandiera) | C     | Brice Owana                |
| 28 | Camerun (bandiera) | C     | Halidou Douva Abdou        |
| 29 | Niger (bandiera)   | A     | Abdoul Moussa Konazionee   |
| 30 | Camerun (bandiera) | D     | Marcellin Gaha Djiadeu     |

Staff
Allenatore
- Alain Ouombleon Guedou

Vice-allenatore
- Gabriel Haman

Team Chef
- Jean Wadale

Allenatore portieri
- Henri Mbaynassem

## Presidenti
- 1986 - 1987: Madala Camille
- 1987 - 1989: Emmanuel Din
- 1989 - 1992: Pierre Kapténé
- 1992 - 1999: Gilbert Maina
- 1999 - 2001: Gabriel Mbairobe
- 2001 - 2007: Pierre Kapténé
- 2008 - oggi: Gabriel Mbairobe

## Sito ufficiale
- Sito ufficiale, su cotonsport.com.